# BC Lions
BC Lions är en professionell klubb i kanadensisk fotboll i Vancouver i British Columbia i Kanada som spelar i Canadian Football League (CFL). Klubbens hemmaarena är BC Place.
Klubben bildades 1954.

## Kända spelare
- Bob Hantla